# Gai Publili
Gai Publili (en llatí: Caius Publilius) va ser un jove romà que es va haver d'entregar com a esclau per pagar els deutes del seu pare, i va ser tractat cruelment per un usurer de nom Luci Papiri, cosa que va indignar al poble que es va posar al seu costat.
Això va portar a la promulgació de la llei Poetelia Papiria l'any 326 aC que abolia l'empresonament i esclavatge per deutes hereditaris o nexum.